# Mangosuthu Buthelezi

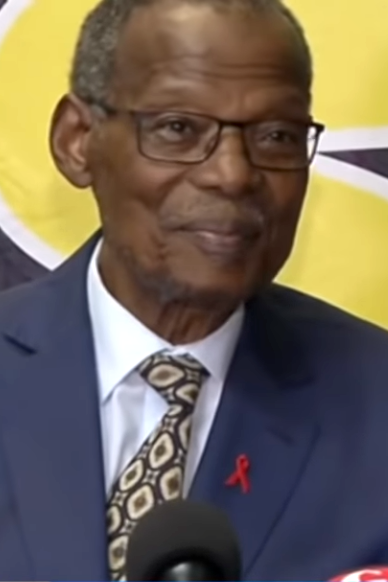
Mangosuthu Buthelezi (2019)

Mangosuthu Gatsha Buthelezi (* 27. August 1928 in Mahlabatini, heute in KwaZulu-Natal; † 9. September 2023) war ein südafrikanischer Politiker. Er war von 1975 bis 2019 Vorsitzender der Zulu-Partei Inkatha Freedom Party (IFP), die er gegründet hatte, und von 1994 bis 2004 südafrikanischer Innenminister.

## Leben

### Jugend und Ausbildung
Buthelezi stammte vom letzten unabhängigen Zulu-König Cetshwayo ab, seine Mutter war Prinzessin Magogo, eine Tochter von König Dinuzulu, sein Großvater Myamana Buthelezi war Ministerpräsident unter Cetshwayo.
Buthelezi begann seine Schulzeit 1935 in der Impumalanga Primary School, die er bis 1943 besuchte. Seinen High-School-Abschluss erwarb er am Adams College in Amanzimtoti, danach studierte Buthelezi am South African Native College in den Fächern Geschichte und Bantu-Verwaltung. Hier inspirierte ihn sein Dozent Zachariah Keodirelang Matthews, weshalb er Mitglied der ANC Youth League (ANCYL) wurde, kam dadurch mit Robert Sobukwe, dem Vorsitzenden der ANCYL-Studentengruppe in Kontakt und lernte Robert Mugabe kennen. Nach der Teilnahme an einem Protest gegen den Universitätsbesuch des südafrikanischen Generalgouverneurs Gideon Brand van Zyl wurde er relegiert, konnte jedoch auf Umwegen über die University of Natal mit einem Bachelor of Arts das Studium beenden. Von 1951 bis 1952 arbeitete er zunächst als Büroangestellter für die Bantu Administration, im Anschluss daran für ein Jahr als Angestellter einer Rechtsanwaltskanzlei in Durban.

### Funktionen während der Apartheid
1953 kehrte er nach Mahlabatini zurück und übernahm die Funktion als Chief des Buthelezi-Stammes der Zulu; in dieser Funktion erkannte ihn die Provinzregierung erst 1957 an. Im Jahr 1964 spielte er als Schauspieler die Rolle seines Urgroßvaters König Cetshwayo im Film Zulu. Von 1970 bis 1972 war er Chief Executive Officer des Homelands Zululand, bis 1976 dann Chefberater der regionalen Verwaltungsbehörde von Zululand. Im Jahr 1976 ernannte ihn die Apartheidsregierung zum Chefminister des nunmehr KwaZulu genannten und als autonom betrachteten Homelands; er hatte das Amt bis 1994 inne. Eine De-jure-Unabhängigkeit für KwaZulu, wie sie die südafrikanische Regierung etwa der Transkei gewährte, lehnte Buthelezi ab. 1974 unterzeichnete er zusammen mit dem liberalen Politiker Harry Schwarz von der Progressive Party die Mahlabatini Declaration of Faith, in der ein gewaltfreies Ende der Apartheid gefordert wurde. In dieser Zeit gründete er die South African Black Alliance (SABA).
1975 gründete er seine eigene politische Partei, die Inkatha Freedom Party (IFP), mit deren Hilfe er eine autoritäre Herrschaft über KwaZulu ausübte. Wer nicht in die IFP eintrat, riskierte den Verlust des Arbeitsplatzes. Buthelezi übte persönliche Kontrolle über die Finanzen und die Sicherheitskräfte seines Territoriums aus.
Buthelezi sah den seit dem Tod Albert John Luthulis von Xhosa geprägten ANC als Konkurrenten, was ihn unter anderem zur Gründung der IFP veranlasste. Er lehnte die Idee eines südafrikanischen „Einheitsstaats“ ab und strebte eine föderale Lösung unter ethnischen Aspekten sowie ein „qualifiziertes Wahlrecht“ für Nicht-Weiße an. Zudem war Buthelezi überzeugter Antikommunist, wohingegen der ANC mit der Südafrikanischen Kommunistischen Partei verbündet war. Vor diesem Hintergrund wurde Buthelezi in den 1980er Jahren von konservativen Kreisen im Westen zu einer Alternative zu Nelson Mandela als schwarze Führungsfigur aufgebaut. Buthelezi wurde von Anti-Apartheid-Aktivisten Kollaboration mit dem weißen Minderheitsregime vorgeworfen, schon allein aufgrund seiner politischen Funktion im Homeland KwaZulu. Er verlangte zwar die bedingungslose Freilassung Mandelas, lehnte aber andererseits Sanktionen gegen das Apartheid-Regime ab.

### Funktionen nach der Apartheid
In den Verhandlungen über ein demokratisches Südafrika Anfang der 1990er Jahre repräsentierte Buthelezi die IFP. In deren Folge begannen in Teilen Südafrikas gewalttätige Auseinandersetzungen zwischen Anhängern der von Zulu dominierten IFP und dem von Xhosa dominierten ANC. Die Verhandlungen zwischen der seit 1989 amtierenden südafrikanischen Regierung unter Frederik Willem de Klerk, dem ANC und anderen Parteien über das Ende der Apartheid und die Zukunft Südafrikas boykottierte Buthelezis Inkatha großteils. Aufgrund der demographischen Stärke der Zulu und ihrer geographischen Verteilung, die nicht auf KwaZulu beschränkt war, hatte die IFP eine Anhängerschaft, die weit über dieses Homeland hinausging. Umso schwerer wog es, dass Buthelezi ankündigte, die für April 1994 angesetzten ersten freien Wahlen Südafrikas zu boykottieren. Er lenkte erst wenige Tage vor Beginn der Wahlen nach Vermittlung durch den Zulukönig Goodwill Zwelithini ein. Die bereits gedruckten Wahlzettel mussten mit Aufklebern mit dem Logo der Inkatha ergänzt werden. Die IFP erreichte bei der Wahl landesweit etwa 10,5 % der Stimmen und die absolute Mehrheit in KwaZulu-Natal. Sie wurde an der Regierung der nationalen Einheit 1994 unter dem neuen Präsidenten Mandela beteiligt. Buthelezi übernahm den Posten des Innenministers, ohne jedoch die Zuständigkeit über die Polizei in seinem Ressort zu haben.
Buthelezi blieb bis 2004 Minister. Er war weiterhin Vorsitzender der IFP und Mitglied des südafrikanischen Parlaments, Oberhaupt des Buthelezi-Stammes und Vorsitzender der regionalen Behörde für die Buthelezi. Die IFP erreichte bei den Parlamentswahlen 2014 unter Buthelezi 2,4 % der Stimmen in Südafrika und 10,9 % der Stimmen bei der Wahl der Provincial Legislature in KwaZulu-Natal. 2019 erklärte er, nicht mehr als Parteivorsitzender antreten zu wollen, und wurde im August desselben Jahres durch den vormaligen IFP-Generalsekretär Velenkosini Hlabisa abgelöst.

### Familie
Buthelezi war von 1952 bis zu ihrem Tod 2019 mit Irene Mzila Buthelezi verheiratet. Sie hatten drei Söhne und fünf Töchter, von denen beim Tod der Mutter drei Kinder lebten. Buthelezi, der der anglikanischen Kirche angehörte, brach insofern mit der Tradition der Zulu-Herrscher, als er keine weiteren Ehefrauen nahm (sein Vater hatte um die 40 Gattinnen), und widerstand damit auch Druck aus traditionalistischen Zulu-Kreisen.

### Tod
Buthelezi starb am 9. September 2023 im Alter von 95 Jahren.

## Auszeichnungen
- Kanzler der Universität Zululand von 1979 bis 2001[7]
- Ehrendoktor der City University Los Angeles, verliehen 1989[7]
- Ehrenbürger von Birmingham, USA, verliehen 1989[8]
- Ehrendoktor der Boston University, verliehen 1986[7]
- Ehrendoktor der University of Tampa, verliehen 1985[7]
- Man of the year der Financial Mail, 1985[8]
- Ordre national du Mérite, verliehen 1981[8]
- Ehrendoktor der Universität Kapstadt, verliehen 1978[7]
- Ehrendoktor der Universität Zululand, verliehen 1976[7]
- Knight Commander des Ordens Star of Africa, verliehen 1975 von William R. Tolbert junior

## Veröffentlichungen
- Für Freiheit und Versöhnung. Herausgegeben von Horst-Klaus Hofmann, Gütersloher Verlagshaus Mohn, Gütersloh 1982, ISBN 3-579-01056-5.
- Buthelezi-Report. Der Hauptbericht. Richarz, St. Augustin 1982, ISBN 3-88345-361-7.
- Südafrika, meine Vision. Busse Seewald, Herforth 1990, ISBN 3-512-00976-X.